# MacOS High Sierra
macOS High Sierra (wersja 10.13) – czternaste główne wydanie systemu operacyjnego z rodziny macOS (wcześniej OS X) firmy Apple dla komputerów typu Macintosh. Jest następcą systemu macOS Sierra.
Pierwsza beta macOS High Sierra została udostępniona po konferencji Worldwide Developers Conference (WWDC), która miała miejsce 5 czerwca 2017 roku. Pierwsza publiczna beta została wydana 29 czerwca tegoż roku, a 25 września 2017 r. wyszła pierwsza stabilna wersja systemu.
Wydanie High Sierra przynosi przede wszystkim ulepszenia techniczne. W systemie wprowadzono obsługę nowego systemu plików APFS, zaprojektowanego z myślą o pamięciach flash i dyskach SSD. System ten zastępuje starszy HFS+. Na komputerach z napędami SSD dochodzi do automatycznego przejścia na APFS (drogą konwersji).
System macOS High Sierra można zainstalować na wszystkich komputerach Mac, na których działa system macOS Sierra.